# 米市路 (廣州)
米市路是中國廣州市越秀區的一條南北走向的道路，位於朝天路以南，惠福西路以北，與光塔路交界。長187米，宽10米。

## 名稱歷史
米市路，最早時為米市街，顧名思義，歷代都是米市墟集之地，以商業中心的行業來命名。按《永樂大典》“廣州府南海縣之圖”所示，明初南海、番禺分界在新店街、米市街、朝天街，北道就日門（即朝天門），可見明代甚至更早以來，米市路一線曾是南海縣與番禺縣之分界。1934年，政府擴展米市街，成米市路。文化大革命時期，曾與朝天路合併命名為“朝陽南路”，後復名米市路。

## 特色
90年代以前，米市路路面仍為廣州市中心其中一個重要的露天街市。現在街市已經取消，改爲室内米市新街市營業。與鄰近的解放中路、惠福西路、陶街一樣，道路兩旁多以電子配件商舖爲主。

## 兩旁的主要建築物/機構
- 米市路58號（廣東省民族宗教事務委員會、廣東省政府臺灣事務辦公室、中共廣東省委統戰部）

## 交通
巴士
- 光塔路站
- 朝天路站
- 惠福西路（省人民醫院門診部）站